# Валенберг, Йёран
Йёран (Георг, Георгий) Ва́ленбе́рг (швед. Göran Wáhlenbérg; 1 октября 1780, Кроппа, Вермланд, — 22 марта 1851, Уппсала) — шведский ботаник.

## Биография
С 1792 года изучал в Уппсальском университете естественные науки; в 1801 году получил место при естественно-историческом музее в Уппсале, путешествовал с ботанической целью по Скандинавии, Швейцарии и Карпатам.
С 1826 года — профессор ботаники в университете в Уппсале.
В честь Йёрана Валенберга назван род красивоцветущих растений из семейства Колокольчиковые — Wahlenbergia Schrad. ex Roth, 1821 (Валенбергия).

## Вклад в науку
Йёран Валленберг, наравне с Александром Гумбольдтом, считается основателем географической ботаники. В Энциклопедическом словаре Брокгауза и Ефрона Валленберг назван наиболее выдающимся шведским ботаником после Карла Линнея, а про его книгу «Flora lapponica» (1812) говорится, что она составила эпоху в ботанике.
См. также: Flora Lapponica (книга Линнея)

## Основные труды
- «Geographisk och Economisk Beskrifning on Kemi Lappmark» (Стокгольм, 1804) (швед.)
- «Kamtschadalische Laub- und Lebemosse» (Берлин, 1811) (нем.)
- «Flora lapponica» (Берлин, 1812) (лат.)
- «De climate et vegetatione Helvetiae septentrionalis» (Цюрих, 1813) (лат.)
- «Flora Carpatorum» (Гёттинген, 1814) (лат.)
- «Flora Upsaliensis» (Уппсала, 1820) (лат.)
- «Flora suecica» (Уппсала, 1824—1826, 2 тома; второе издание 1831—1833) (лат.)